# Bombas Gens
Bombas Gens Centre d’Arts Digitals es el centro de arte de la Fundació Per Amor a l'Art ubicado en la ciudad española de Valencia. Inaugurado el 7 de julio del 2017, alberga exposiciones y actividades en la antigua fábrica de Bombas Hidráulicas Carlos Gens SL.

## Historia
La fábrica es un edificio fabril situado en la avenida de Burjassot números 54 y 56 de la ciudad de Valencia (España).
El edificio fue construido por el arquitecto Cayetano Borso di Carminati en 1930 para la que entonces era una importante industria del barrio de Marchalenes de la ciudad de Valencia, ocupando toda una manzana.
La fábrica se encuentra en la esquina de la avenida con la calle Reus, situándose las oficinas en el frente principal y tras ellas las naves y talleres propiamente dichos. En la avenida, junto a las instalaciones industriales, se encuentra la antigua vivienda de la familia propietaria, tipo palacete.
La decoración de la fachada principal recuerda los chorros de agua, en relación con la actividad de la empresa propietaria. Posee un refugio antiaéreo.
Desde el cese de la actividad a finales del siglo XX, las instalaciones han sido abandonadas. Se han producido diferentes intentos de protección, como la propuesta de declaración como bien de relevancia local, rechazada en 2003 por el ayuntamiento de Valencia; así como intentos de instalar en el edificio o en su solar otras actividades. El abandono llevó a la ocupación del edificio y a episodios de incendios y derrumbamientos.

## Bombas Gens Centre d'Art
Totalmente restaurado por los impulsores de la Fundació Per Amor a l’Art, el edificio reabre sus puertas en el verano de 2017 como centro de actividades culturales - llamándose Bombas Gens Centre d'Art, recuperando la fábrica, un refugio de la Guerra Civil y una bodega medieval. La Colección Per Amor a l'Art, de titularidad privada, se compone de conjuntos amplios y singulares de artistas nacionales e internacionales, con un interés especial por la fotografía y los lenguajes abstractos tanto en pintura como en escultura. En continuo crecimiento, reúne más de 1.500 obras de más de 150 autores.
Bombas Gens ha transformado lo que antaño era el patio trasero de la fábrica en un jardín. Un espacio recoleto de 1.147 m², que hereda la tradición modernista de su arquitectura para crear un jardín frondoso y colorista. En marzo de 2018 se presentó una escultura de Cristina Iglesias titulada A través. Consiste en dos acequias de 14 y 11 metros cuadrados en bronce fundido que asemejan raíces de árboles por los que discurre el agua.
En junio de 2019, la Oficina del Mecenazgo de la Generalidad Valenciana declara Bombas Gens «Proyecto de interés social», un reconocimiento que se otorga a proyectos que obedecen a criterios como el impacto y repercusión social del mismo, su incidencia dentro y fuera de la Comunidad Valenciana, su carácter innovador, su contribución a la formación cultural, su interés en el fomento de la participación ciudadana o su contribución al fomento, desarrollo, conservación, rehabilitación y difusión del patrimonio artístico, cultural e histórico valenciano.

## Bombas Gens Centre d’Arts Digitals
En 2024, Bombas Gens ha vivido una nueva transformación pasándose a llamar Bombas Gens Centre d’Arts Digitals. Se ha convertido en el primer espacio dedicado por entero a albergar proyectos de arte inmersivo y audiovisual bajo la gestión de las empresas Layers of Reality y Magma Cultura.

## Bodega medieval
En el transcurso de las obras de rehabilitación de la antigua fábrica de Bombas Gens, se localizaron los restos de una antigua alquería situada en la parte posterior de la parcela, junto a la actual calle Dr. Machí de Valencia. Esta alquería, conocida como la Casa Comeig, formaba parte del casero disperso del antiguo Camino de Marxalenes, inserto en un centenario paisaje de huerta periurbana de València y que perduró, sin apenas cambios, hasta el siglo XX.
El descubrimiento resultó en el hallazgo de una bodega de finales del siglo XV, época en la que se construyó la Lonja de Valencia, entre otros. La estancia se conserva completa y ha permitido la recuperación de elementos de gran valor arqueológico como vajilla, cerámica de cocina o azulejos de la alquería a la que perteneció. Un hallazgo que supone un conocimiento mayor de la forma de vida tradicional de la huerta valenciana.
Esta bodega es una amplia habitación abovedada a la que se accede a través de una escalera de obra de ladrillo. Una vez en su interior, se pueden apreciar determinados elementos constructivos propios de un lugar de almacenamiento de vino como por ejemplo bancos corridos sobre los que colocar las tinajas y los toneles y una pequeña balsa para recoger el mosto que debía llegar desde las balsas de pisado de uva, de las cuales se ha conservado una. Además, se han preservado en sus paredes algunos vestigios difíciles de encontrar, por su gran antigüedad, puestos en su sitio, como el caso de una alcayata que permanece en su lugar de origen, donde fue clavada para sujetar, posiblemente, el jarro con el que se sacaba el vino de las tinajas.
La bodega en sí se ha restaurado y acondicionado para su apertura a visitas guiadas. La puesta en valor de este elemento patrimonial de primer orden cuenta con el proyecto de construcción de una sala para proteger los restos arqueológicos y exponer un conjunto de piezas cerámicas y azulejos recuperados durante la excavación arqueológica.

## Premios y reconocimientos
- Premio “Valencianos en la Onda” en la categoría de Arte y Cultura. Onda Cero, noviembre de 2017[11]
- Premios “A” al Coleccionismo, de la Fundación ARCO, impulsada por IFEMA, a la Colección Per Amor a l'Art. Madrid, enero de 2018[12]
- Premio “Iniciativa cultural destacada” a la Fundació Per Amor a l'Art por la puesta en marcha de Bombas Gens Centre d’Art. València, febrero de 2018[13]
- Premio Land Rover Born en la categoría de Arquitectura. Teatro Real de Madrid, abril de 2018[14]
- Premio Levante de Cultura. València, mayo de 2018[15]
- Mención especial en los premios Sísifo a la investigación, defensa y difusión del patrimonio arqueológico. Universidad de Córdoba, octubre de 2018[16]
- Medalla de Honor del Consell Valencià de Cultura a la Fundació Per Amor a l'Art por su proyecto en Bombas Gens. València, junio de 2019[17]
- Premio Turia al mejor museo privado de la ciudad. Valencia, junio de 2019[18]

## Exposiciones en Bombas Gens Centre d'Art
Desde el inicio de su actividad como centro de arte, Bombas Gens muestra parte de la Colecció Per Amor a l'Art en exposiciones temporales.
- «¿Ornamento = delito». De julio de 2017 hasta febrero de 2018. Comisariada por Nuria Enguita y Vicent Todolí.
- «Bleda y Rosa. Geografía del tiempo». De julio a noviembre de 2017. Comisariada por Nuria Enguita.
- «Paul Graham. La blancura de la ballena». De diciembre de 2017 hasta mayo de 2018. Comisariada por Christopher McCall.
- «Joel Meyerowitz. Hacia la luz». De marzo de 2018 a febrero de 2019. Comisariada por Nuria Enguita, Miguel López-Remiro y Vicent Todolí. La exposición formó parte, posteriormente, del programa de Photoespaña 2019.[19]
- «El pulso del cuerpo. Usos y representaciones del espacio». De marzo de 2018 a febrero de 2019. Comisariada por Nuria Enguita y Vicent Todolí.
- «Hamish Fulton. Caminando en la península ibérica». De junio de 2018 a noviembre de 2018. Comisariada por Nuria Enguita.
- «Anna-Eva Bergman. De norte a sur, ritmos». De noviembre de 2018 a mayo de 2019. Comisariada por Nuria Enguita y Christine Lamothe.
- «La mirada de las cosas. Fotografía japonesa entorno a Provoke». De febrero de 2019 a febrero de 2020. Comisariada por  Nuria Enguita y Vicent Todolí, con piezas de Nobuyoshi Araki, Hiroshi Hamaya, Daidō Moriyama y Shōmei Tōmatsu, entre otros.
- «Nicolás Ortigosa. Obras 2002-2018». De mayo a octubre de 2019. Comisariada por Nuria Enguita y Vicent Todolí.